# 세인트휴스 칼리지 (옥스퍼드 대학교)
세인트 휴스 칼리지(St Hugh's College)는 영국 옥스퍼드 대학교의 38개의 칼리지 중에 하나이다. 1886년 엘리자베스 워즈워스가 여대로 설립했다. 1986년부터 남학생 입학을 허용했다. 4년제 학부생 432명, 석박사과정 245명의 학생이 있다. 아웅산수찌, 테리사 메이 영국 총리를 배출했다.